# Pålsjö kyrkogård
Pålsjö kyrkogård är en begravningsplats i norra Helsingborg, belägen öster om Pålsjö skog och strax söder om Mariastaden. Kyrkogården invigdes den 31 maj 1913 och drivs och förvaltas av Helsingborgs kyrkogårdsförvaltning, som är en del av Svenska kyrkan i Helsingborg.

## Historik
Helsingborgs kraftiga expansion vid 1800-talets slut gjorde, trots att Nya kyrkogården anlagts 1885, att de begravningsplatser som fanns i staden snart blev otillräckliga. Kyrkostämman började därför 1902 diskutera möjligheten att köpa upp mark för en ny kyrkogård i stadens norra delar. Helsingborgs stad köpte 1908 de egendomar som tidigare tillhört Pålsjö slott och av dessa marker fick Helsingborgs stads- och landsförsamlingar år 1911 köpa ett område på 20 hektar. Den nya kyrkogården fick namn efter slottet och ritades av stadsträdgårdsmästare Oscar M. Landsberg. Kapellet ritades av stadsarkitekt Alfred Hellerström. Pålsjö kyrkogård invigdes av kyrkoherde Claës Elis Johansson den 31 maj 1913. Först att begravas där var Ida Kristina Malm, vars make, Adolf Malm, var den första att köpa gravplats i kyrkogården.

## Utformning

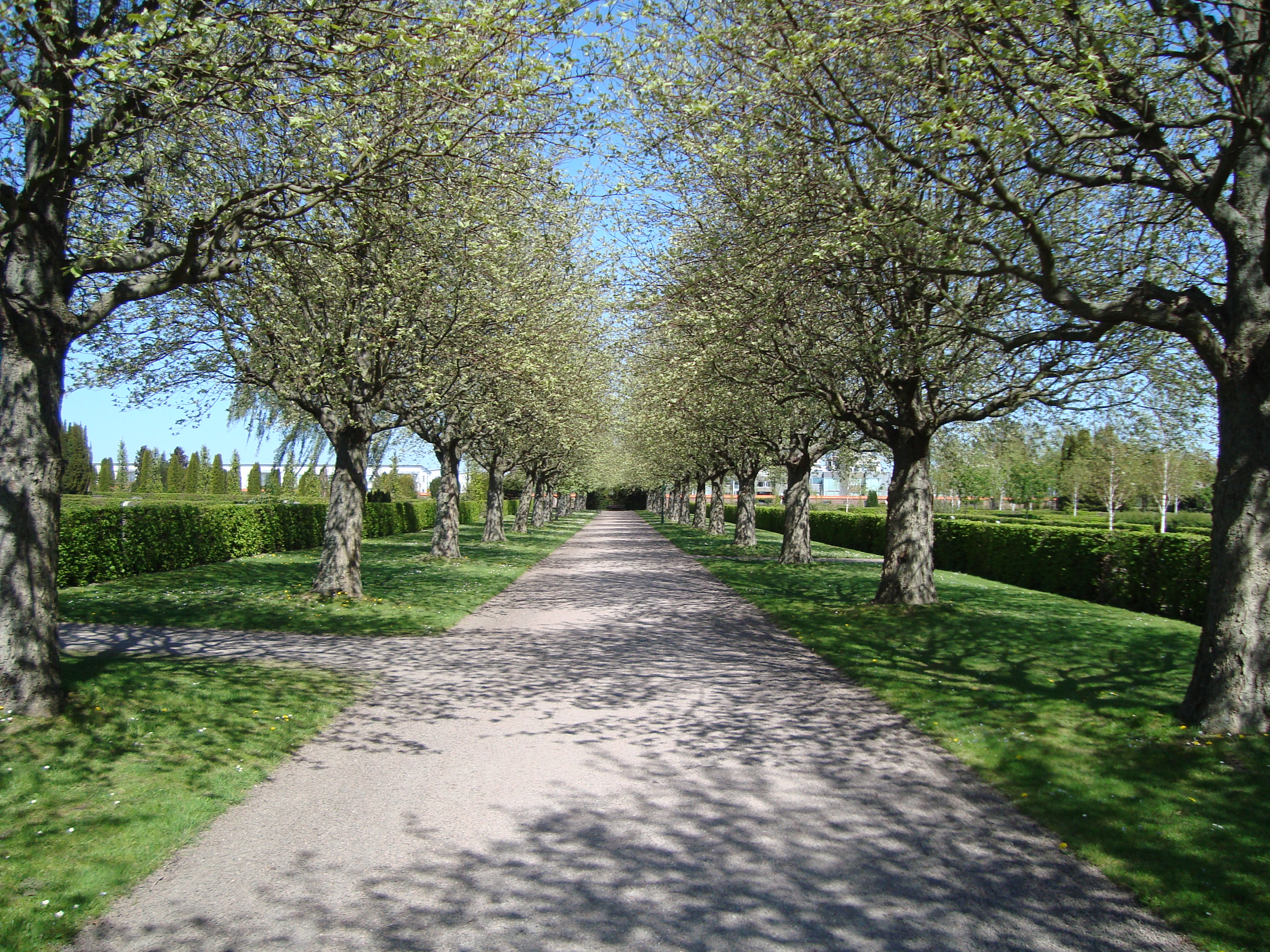
Norra allén.

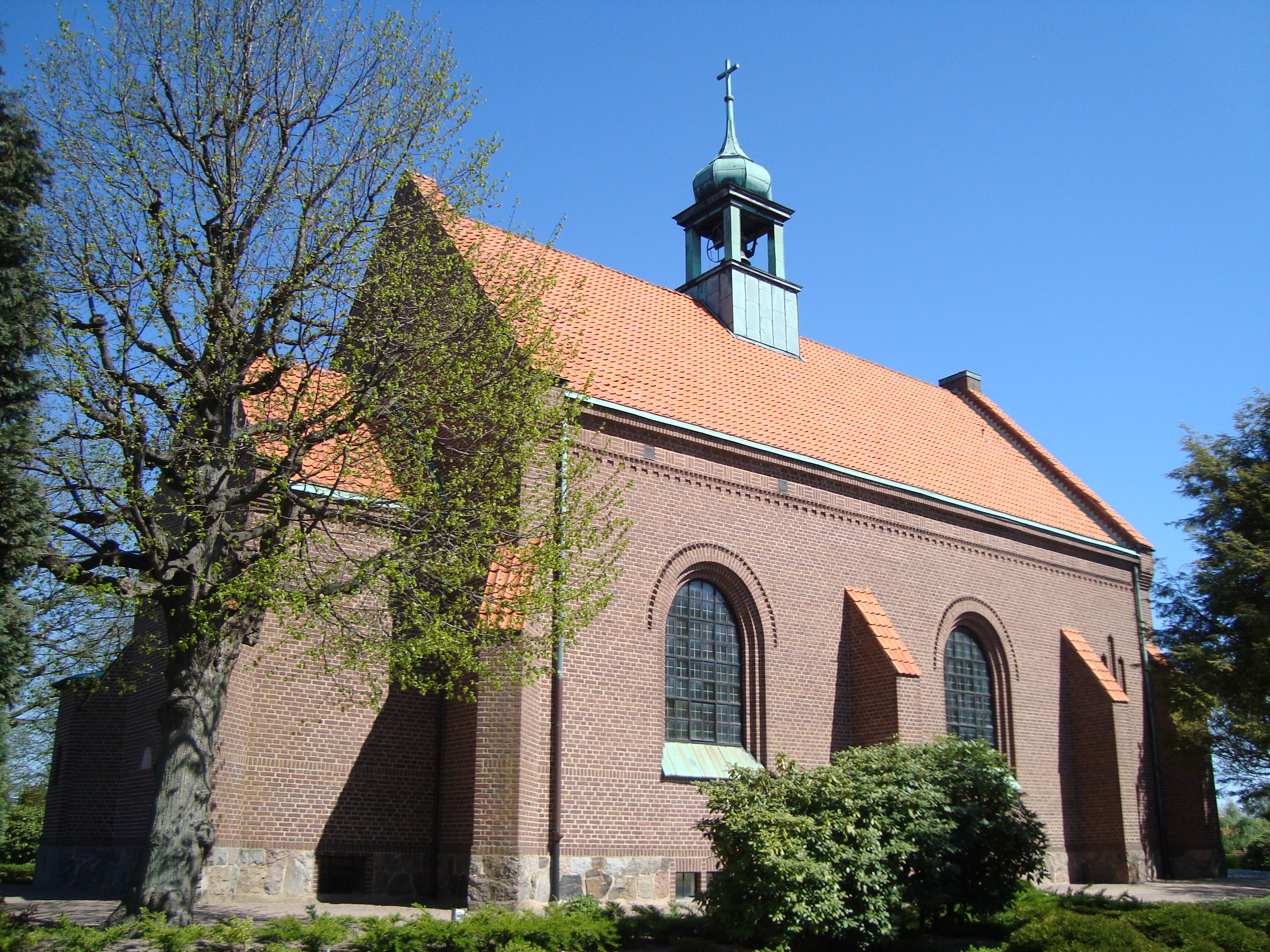
Begravningskapellet.

Kyrkogårdens huvudentré vetter mot korsningen mellan Kullavägen och Christer Boijes väg i sydost. Entrén består av en tegelbyggnad med pyramidtak som omger en bred, rundbågig portal. Från entrén leder en trädkantad gång diagonalt fram till en y-formad förgrening med en rektangulär spegeldamm i gångens förlängning, som bildar en centrumplats för kyrkogården. På motsatt sida av spegeldammen från gången står ett större kors. Från förgreningen fortsätter två huvudgångar mot norr respektive väster, båda kantade av träd. Ännu en trädkantad huvudgång sträcker sig från spegeldammens förlängning mot nordväst. Till vänster om dammen, mellan de västliga och nordvästliga gångarna, står begravningskapellet och till höger finns en mindre, modernare byggnad innehållande bland annat toaletter.
Planmässigt är kyrkogårdens utformning inspirerad av den österrikiske arkitekten Camillo Sittes stadsplaneidéer. De större trädkantade huvudstråken kontrasteras av ett nät av småskaliga gångar som delar upp kyrkogården i mindre, häckinramade kvarter, som i sin tur delas in i mindre gravkvarter av ytterligare stigar. Där stigarna eller gångarna möts har ofta olika små platsbildningar skapats, vilket ger en mer parkliknande miljö. Kyrkogården har en rik variation av växtmaterial, med inslag av rosenhäckar, japanskt prydnadskörsbär och rhododendronbuskar.

### Begravningskapellet
Kapellet ritades 1910 av arkitekten Alfred Hellerström och är uppfört i brunt helsingborgstegel med kryssförband. Dess stil är i en stilblandning mellan nygotik och rundbogen och byggnaden har en kurialiknande form. Långsidornas fasader delas på halva deras höjd vertikalt upp av strävpelare, däremellan är rundbågiga fönster placerade. Konstnärerna Hugo Gehlin och Ragnhild Schlyter har gjort en del utsmyckningar inuti byggnaden. Kapellets klocktorn är i renässansstil och av koppar. Det uppfördes 1954 i form av en takryttare efter ritningar av arkitekt G. W. Widmark.

## Begravningsplatser
Pålsjö kyrkogård uppfördes ursprungligen som en kristen kyrkogård för stadens invånare, men delar av kyrkogården har kommit att användas som viloplats för människor av väldigt skilda ursprung. En del av kyrkogården används som viloplats för kvarlevor från äldre, numera nerlagda, kyrkogårdar i Helsingborg. Gravplatsen pryds sedan 1966 av en minnessten med en avbildning av Helsingborgs stad i brons, utförd av G. W. Widmark. 

### Trosneutral del
På västra sidan av Romares väg, strax norr om Helsingborgs krematorium finns en begravningsplats för personer av andra trosuppfattningar, som ingår i Pålsjö kyrkogård. I denna del finns gravar tillhörande bland annat judar och muslimer. Gravarna är utförda enligt respektive trosinriktnings seder och vänds mot Jerusalem respektive Mekka. Denna del har en egen ceremonihall, uppförd 2005 efter ritningar av Dan Rahmqvist och Uffe Nilsson, som är tänkt att kunna användas av alla trosinriktningar, liksom av icke-troende. Byggnaden är utförd i ljus puts med sadeltak klätt i grön plåt. I byggnaden finns rum för tvagning av den dödes kropp, i de fall där detta är tradition. Byggnaden belönades med utmärkelsen "Svenska ljuspriset" 2005.

### Krigskyrkogården
I kyrkogårdens nordöstra del finns en avdelning med gravar åt soldater som fallit under andra världskriget, vilken anlades under kriget. I två lundar vilar soldater från Tyskland respektive Brittiska samväldet, främst från Storbritannien och Kanada. Den tyska begravningslunden består av en gräsyta under ett antal björkar där korsformade gravstenar markerar de tyska soldaternas viloplats. Varje kors pryds av två namn. Vid lundens ingång är en minnessten nedlagd i marken. Samväldets gravlund består av en öppen gräsyta genomskuren av en halvt stenlagd gång kantad av två rader av gravstenar i vit kalksten. Vid gångens slut står ett större stenkors. Sammanlagt ligger 93 tyska soldater, samt 36 brittiska, 9 kanadensiska och 2 australiensiska soldater på Pålsjö kyrkogård. De tyska soldaterna består mestadels av besättningsmän från fartygsförlisningar, medan Samväldets soldater är flygare som störtat i trakten kring Öresund. I anknytning till soldatgravarna finns även en minneslund över polska koncentrationslägerfångar som efter kriget förts till Sverige, men som sedan avlidit av sina skador.
I den tyska lunden vilar tyska sjömän och befäl från en minsvepare av M-klassen som förolyckades i en kraftig storm i början av mars månad 1945, alltså i slutet av andra världskriget. Fartyget var under gång från Köpenhamn till Ålborg när man fick problem i den kraftiga sjön. Fartygschefens avsikt var att ändra kurs och söka nödhamn i Helsingör, men fartyget fick slagsida och sjönk, varvid ett tjugotal ur besättningen, som mestadels befann sig under däck, förolyckades. De omkomna kom sedan att flyta iland vid Skånes västkust dagarna efter olyckan. Begravningen ägde rum under militära hedersbetygelser och i närvaro av överlevande skeppskamrater som sedermera överfördes till Danmark (då ockuperat av Tyskland).
I den andra delen vilar flygsoldater från det brittiska samväldet och i de flesta fall är de omkomna i samband med störtningar eller nödlandningar i Sverige, före eller efter bombräder i Tyskland under andra världskriget. De senares jordfästningar skedde under mycket omfattande ceremonier med deltagare från respektive legation i Sverige. En jordfästning kunde samla 3 000–3 500 deltagare.

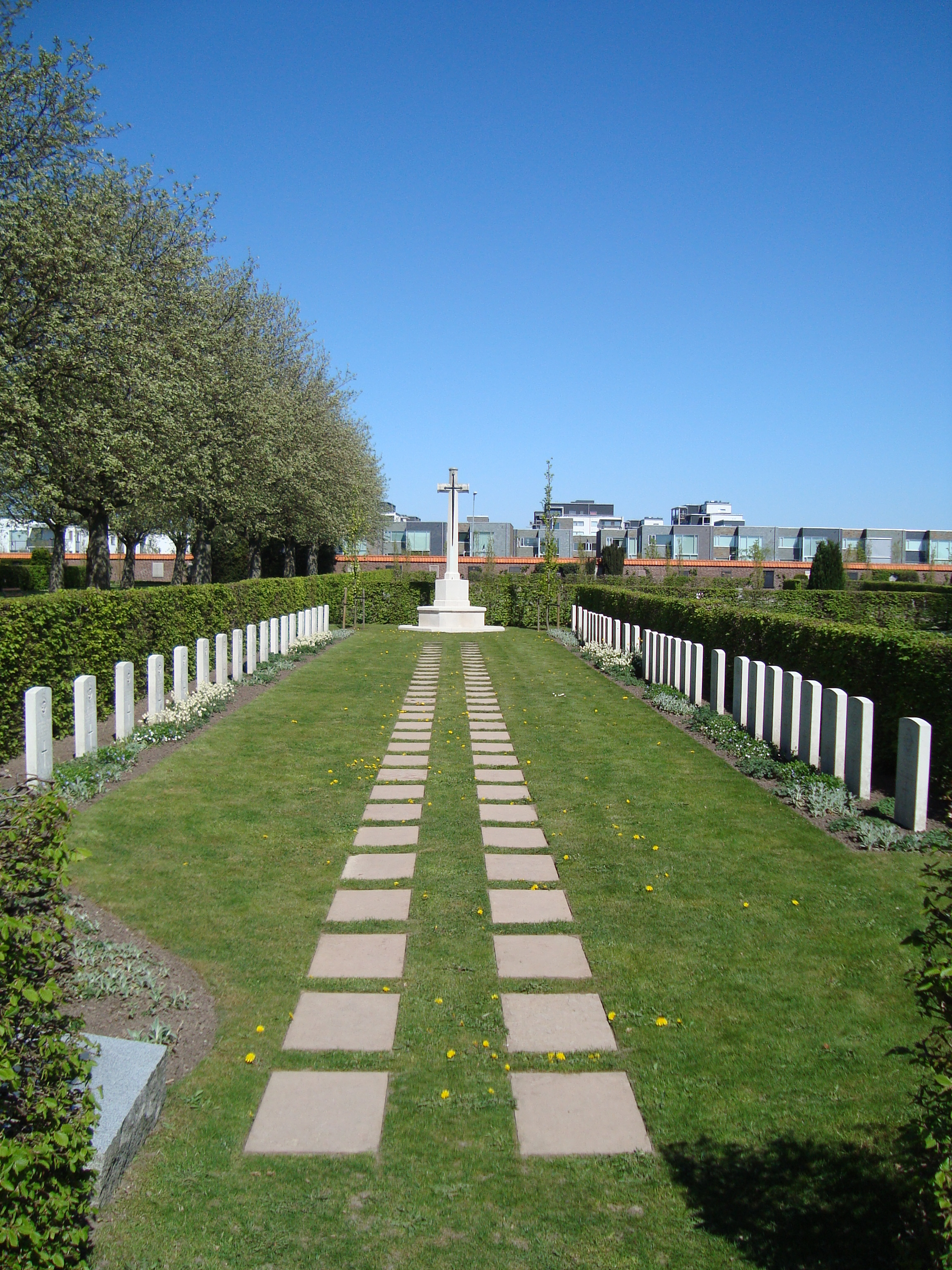
Brittiska samväldets begravningslund.
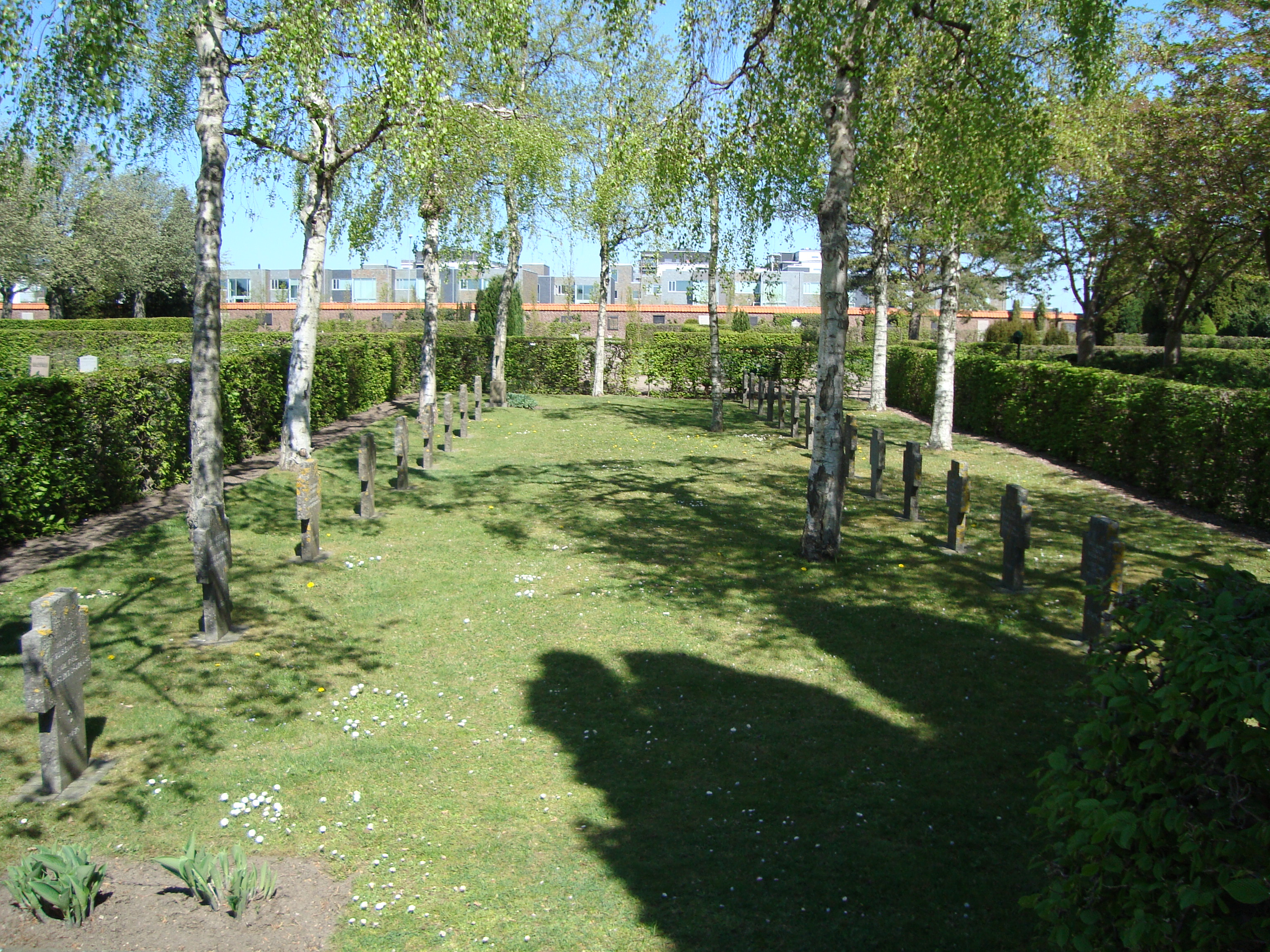
Tyska begravningslunden.
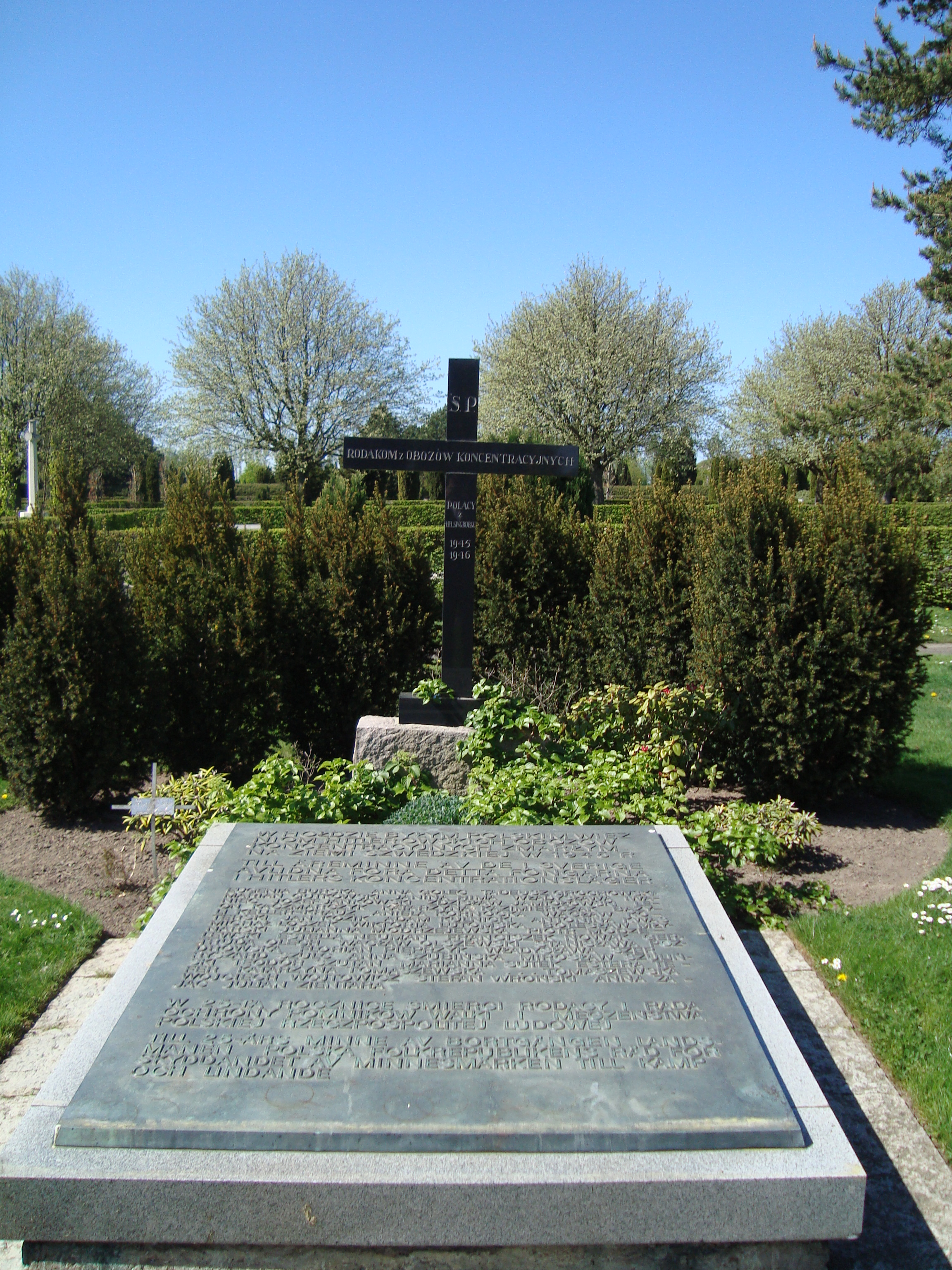
Minnesstenen över polska koncentrationslägerfångar.

## Kända personer som vilar på kyrkogården
- Sigurd Björling (1907–1983), operasångare
- Edith Oldrup-Björling (1912–1999), operasångerska
- Nils Forsberg (1842–1934), konstnär
- Lars-Erik Larsson (1908–1986), tonsättare
- Lars-Levi Læstadius (1909–1982), regissör och teaterchef
- Mona Mårtenson (1902–1956), skådespelare
- Gunnar Nilsson (1948–1978), Formel 1-förare
- Sigurd Persson (1914–2003), designer, ädelsmed och skulptör
- Gillis Sahlin (1901–1984), konstnär
- Olof Sahlin (1912–1990), konstnär
- Magnus Smedberg (1911–1974), väg- och vattenbyggnadsingenjör
- Thomas Ungewitter (1944–2007), skådespelare

### Webbkällor
- Pålsjö kyrkogård. Svenska kyrkan Helsingborg. Läst 8 april 2009.
- Pålsjö krigskyrkogård. Kullens hembygdsförening. Läst 8 april 2009.